# Avgust (ime)
Avgust je moško osebno ime.

## Slovenske različice
- moške različice imena: August, Avgustin, Avguštin, Gustek, Gustel, Gustelj, Gusti, Gustl
- ženske različice imena: Avgusta, Avgustina, Gusta, Gusti, Gustika

## Tujejezikovne različice
- pri Francozih: Auguste
- pri Italijanih, Nemcih, Norvežanih: Augusto
- pri Madžarih: Ágoston ali Ágost
- pri Poljakih: August
- pri Prekmurcih: Ágošt

## Izvor in pomen imena
Ime Avgust izhaja iz latinskega imena Augustus. Latinski pridevnik augustus v pomenu besede »posvečen, svet; častljiv, veličasten, vzvišen«, s katerim se povezuje ime Augustus izhaja iz glagola auegō v pomenu »pospeševati rast, oplajati; (po)večati, (po)množiti, ojačiti, okrepiti, pospeševati; rasti, narasti; pretiravati, hvaliti; povzdigovati; obilno preskrbeti, obdariti, obogateti, obsipati s čim«.

## Pogostost imena
Po podatkih Statističnega urada Republike Slovenije je bilo na dan 31. decembra 2007 v  Sloveniji število moških oseb z imenom Avgust: 1.120. Med vsemi moškimi imeni pa je ime Avgust po pogostosti uporabe uvrščeno na 154. mesto.

## Osebni praznik
V koledarju je ime Avgust zapisano 27. maja (Avgust, Conterburški škof, † 27. maja 604 (605?) in 28. avgust (Avgust, škof, † 28. avg. 430).

## Slavni nosilci imena
- Gaj Avgust Oktavijan, rimski cesar
- Augusto Pinochet, čilenski diktator
- Avgust Petrovčič, ustanovitelj balinarske sekcije Jugoslavije

## Zanimivosti
- Po imenu Avgust je nastal izraz za komično figuro ávgust v pomenu »burkež, kloven«, npr.: »v cirkusu je za avgusta; želel je igrati neumnega avgusta«.
- V nemščini izraz der dumme August pomeni »šaljivec v cirkusu; kloven« in slabšalno »neznana oseba«.
- Prav tako v Nemčiji pa je izraz der grüne August pogovorni izraz za »interventno vozilo, avto za prevoz aretirancev«.
- Po rimskem cesarju Avgustu sta zgodovinska izraza avgúst »naslov za rimske cesarje od cesarja Oktavijana naprej« in avgústa »naslov za ženo ali sorodnico rimskih cesarjev od cesarja Oktavijana naprej«.
- Po cesarju Avgustu sta nastala slovenska izraza avgústovec »cesarjev dvorjan« in avgústovka »cesarjeva dvorjanka«.
- Po cerkvi sv. Avgusta, ecclesia Augustana, je poimenovano mesto Augsburg na Bavarskem.